# Hišni ansambel Avsenik
Hišni ansambel Avsenik je narodnozabavni ansambel.

## Začetek
Hišni ansambel Avsenik je bil ustanovljen leta 1999 na pobudo Marjana Legata, Slavka in Gregorja Avsenika, sprva so igrali še pod imenom Hišni ansambel Jožovc, večinoma za potrebe izvajanja Avsenikove glasbe v dvorani Pod Avsenikovo marelo.
Čez čas, ko je ansambel postal poznan, so se preimenovali v Hišni ansambel Avsenik.

## Zasedba
Trenutna zasedba Hišnega ansambla Avsenik je:
- Toni Iskra – harmonika
- Renato Verlič – kitara
- Marjan Legat – bariton / kontrabas
- Stanko Praprotnik – trobenta
- Aljoša Deferri – klarinet

pevski trio pa sestavljajo:
- Andrej Ropas – tenor
- Tina Debevec – sopran
- Marjana Urankar – alt

## Diskografija
- Glasbena razglednica (2002)
- Zvonček želja (2004)
- Mit der kleinen eisenbahn nach oberkrain (2006)
- Mit der kleinen eisenbahn nach oberkrain (2007)
- Najsrečnejši dan (2014)